# Cloppenburg

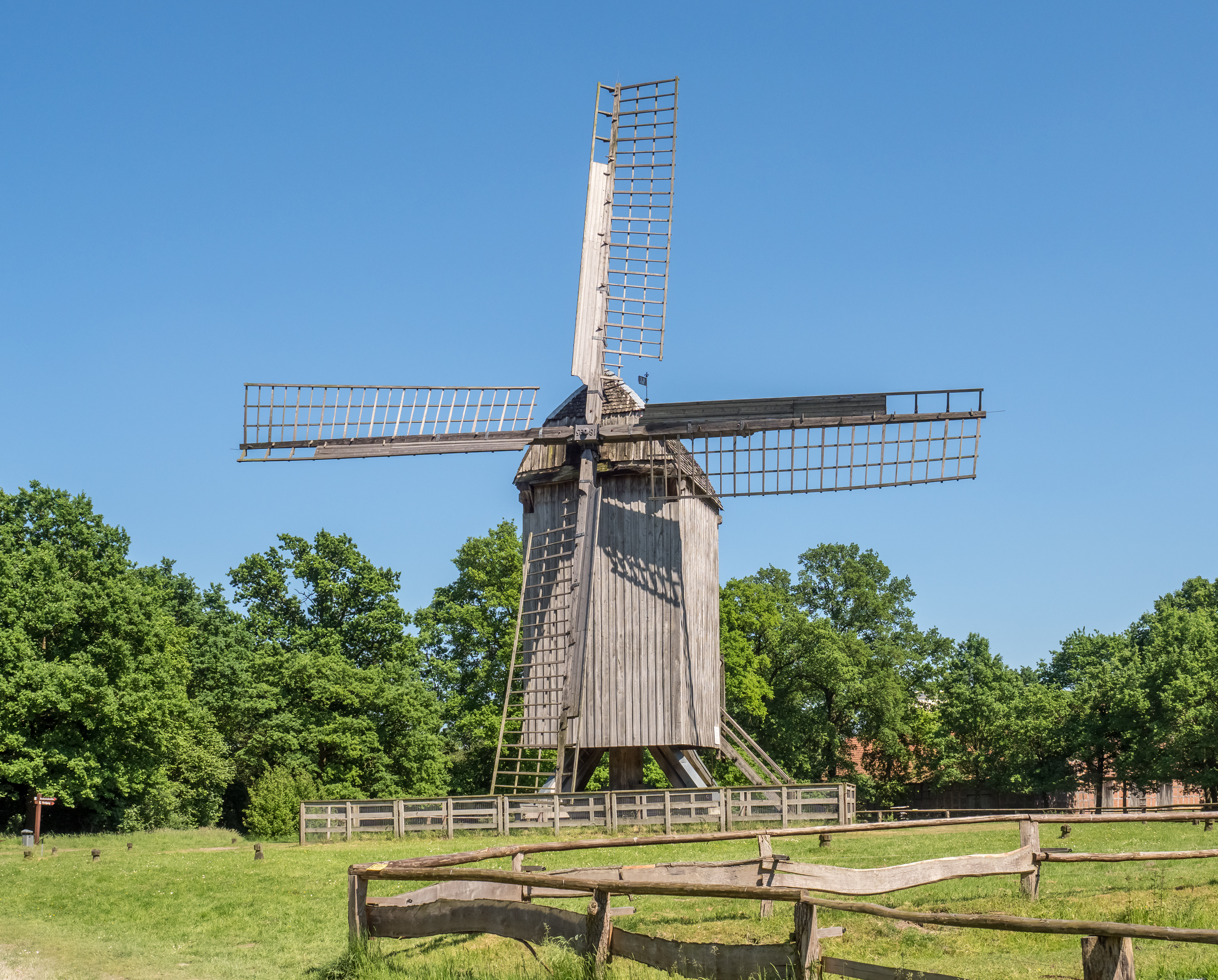
Vieux moulin dans le village-musée de Cloppenburg. Mai 2017.

Cloppenburg ou Cloppenbourg est une ville allemande située en Basse-Saxe et chef-lieu de l'arrondissement de Cloppenburg.

## Histoire
Cloppenburg a été mentionnée pour la première fois dans un document officiel en 1297.

## Jumelages
- Bernay (Eure) (France) depuis 1989